# Federico Mattiello
Federico Mattiello (Lucca, 14 juli 1995) is een Italiaans voetballer die doorgaans als verdediger speelt.

## Clubcarrière
Mattiello sloot zich in 2009 aan in de jeugdacademie van Juventus. Op 9 november 2014 debuteerde hij in de Serie A tegen Parma. Hij mocht na 82 minuten invallen voor Claudio Marchisio. Juventus won het competitieduel met 7-0 dankzij doelpunten van Fernando Llorente (2x), Álvaro Morata (2x), Carlos Tévez (2x) en Stephan Lichtsteiner (1x). In maart 2015 brak Mattielo in een wedstrijd tegen AS Roma zijn scheenbeen door ingrijpen van AS Roma-middenvelder Radja Nainggolan. In het seizoen 2015/16 speelde hij op huurbasis voor Chievo. Atalanta Bergamo nam Mattiello in 2018 over, en verhuurde hem aan verschillende clubs, waaronder in het seizoen 2019/2020 aan Cagliari waar Mattiello teamgenoot werd van Nainggolan. Nadien speelde hij nog verhuurd voor Spezia en Alessandria.
Nadat in de zomer van 2022 zijn contract was verlopen, tekende Mattiello een contract bij Go Ahead Eagles. Vlak voor het einde van het seizoen werd Mattiello zijn contract vanwege persoonlijke omstandigheden per direct ontbonden. Hij kwam tot zeven optredens voor de ploeg uit Deventer.

## Interlandcarrière
Mattiello kwam uit voor verschillende Italiaanse nationale jeugdselecties. In oktober 2014 debuteerde hij voor Italië –20. Zijn eerste interlandgoal maakte hij op 16 oktober 2010 in Italië –16. Die scoorde hij tegen Oekraïne –16. Italië verloor met 1–3.